# Луньов Олександр Григорович
Олександр Григорович Луньов — полковник Збройних сил України, учасник російсько-української війни, що відзначився під час російського вторгнення в Україну в 2022 році.
Начальник штабу – заступник командира Литовсько-польсько-української бригади імені Великого гетьмана Костянтина Острозького.

## Нагороди
- орден «Богдана Хмельницького» III ступеня (2022) — за особисту мужність і самовіддані дії, виявлені у захисті державного суверенітету та територіальної цілісності України, вірність військовій присязі[3].